# Twardość

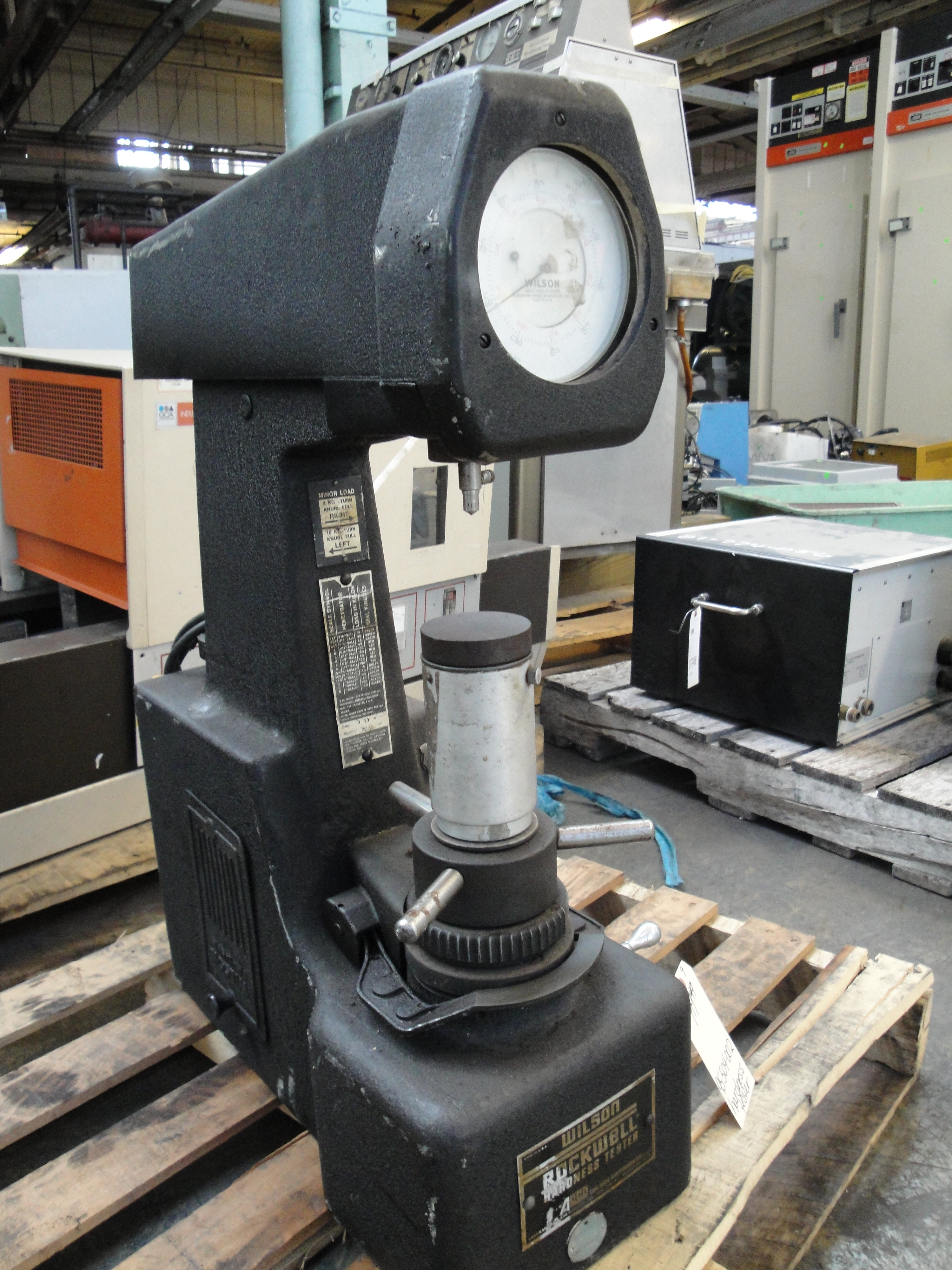
Twardościomierz Rockwella.

Twardość – miara odporności materiału (ciała stałego) na miejscowe odkształcenia plastyczne, powstałe na niewielkiej powierzchni badanego przedmiotu, wskutek mechanicznego wciskania w nią drugiego, twardszego ciała zwanego wgłębnikiem, o określonej geometrii lub też poprzez ścieranie powierzchni. Wgłębnikiem jest zazwyczaj kulka stalowa, stożek lub ostrosłup. Efektami oddziaływania sił skupionych na powierzchnię badanego materiału mogą być odkształcenia powierzchni, zgniecenie jej lub zarysowanie. Twardość materiałów zależna jest od ciągliwości, sztywności, plastyczności, odkształcalności, lepkości oraz wytrzymałości badanego materiału. Twardość makroskopowa na ogół charakteryzuje się silnymi wiązaniami międzycząsteczkowymi, ale zachowanie się materiałów stałych pod działaniem siły jest złożone, w związku z tym istnieją różne metody pomiaru twardości.

## Metody pomiaru twardości
Można wyróżnić następujące metody badań twardości:
- Metoda ryskowa- jedna z najstarszych metod pomiaru twardości, polega na przyrównywaniu twardości badanego materiału do twardości wybranych minerałów. Twardość zarysowania jest miarą odporności próbki na pękanie lub trwałe odkształcenie plastyczne spowodowane tarciem o ostry przedmiot. Zaproponowana została przez Mohsa, który wybranym minerałom przyporządkował kolejne liczby od 1 do 10. Tworzą one skalę twardości minerałów. O tym który minerał reprezentuje większą twardość decyduje możliwość jego zarysowania. Zasada jest taka, że przedmiot wykonany z twardszego materiału zarysuje przedmiot wykonany z bardziej miękkiego materiału. Innymi metodami tego typu jest metoda pilnikowa oraz metoda wykorzystująca sklerometr[3].

- Metody statyczne-  twardość materiałów tą metodą określa się w zależności od wartości siły obciążającej wgłębnik i wielkości odkształcenia trwałego wywołanego działaniem tej siły. Do najbardziej rozpowszechnionych metod statycznych zalicza się metody: Brinella, Rockwella i Vickersa. Wybór metody zależy od twardości badanego materiału oraz grubości badanego elementu lub badanej warstwy. Metody tego typu znajdują zastosowanie najczęściej w dziedzinach inżynierii oraz metalurgii[4].
- Metody dynamiczne- pomiar twardości polegający na udarowym działaniu wgłębnika na badaną powierzchnię, polega na pomiarze wysokości „odbicia” młotka z diamentową końcówką zrzuconego z określonej wysokości na materiał. Dynamiczne pomiary twardości wykonywane są znacznie rzadziej niż statyczne. Powodem mniejszej popularności tych metod jest ich mniejsza dokładność pomiarowa. Wykorzystywane są do kontroli pracy oraz oceny jakości materiałów. Do metod dynamicznych zalicza się metodę Shore’a oraz metodę porównawczą za pomocą młotka Poldi[4].

Twardość materiału mierzy się za pomocą przyrządów nazywanych twardościomierzami (mikrotwardościomierzami), skleroskopami lub durometrami. Budowane są przyrządy zarówno stacjonarne, jak i przenośne.

## Metody wykorzystywane w pomiarach poszczególnych materiałów
Twardość jest istotną charakterystyką materiałów konstrukcyjnych. Dla każdego typu materiałów utworzono odpowiednie metody klasyfikacji i pomiarów twardości. W zależności od rodzaju badanego materiału stosowane są różne metody pomiaru i skale pomiarowe. Wartości twardości uzyskane różnymi metodami na ogół nie są ze sobą porównywalne. Jedynie w obrębie tego samego materiału wyznaczane są doświadczalnie tablice i wzory porównawcze. Metody pomiaru twardości z zależności od rodzaju materiału:
dla metali:
- skala twardości Barcola
- skala twardości Brinella
- skala twardości Knoopa
- skala twardości Leeba
- skala twardości Rockwella
- skala twardości Webstera
- skala twardości Vickersa

dla minerałów i ceramicznych płytek podłogowych:
- skala twardości Mohsa

dla ceramiki:
- skala twardości Knoopa (35% zastosowań)
- skala twardości Rockwella – podskale HRA i HR45N (5% zastosowań)
- skala twardości Vickersa (60% zastosowań)

dla gumy i innych elastomerów:
- skala twardości IRHD
- skala twardości Shore’a

dla tworzyw sztucznych i kompozytów:
- skala twardości Barcola
- skala twardości Rockwella
- skala twardości Shore’a

dla drewna:
- skala twardości drewna[5]